# Hosur, Koppa
Hosur là một làng thuộc tehsil Koppa, huyện Chikmagalur, bang Karnataka, Ấn Độ.